# Angelo Sala
Angelo Sala (Vicenza, 1576 - Bützow, 2 de outubro de 1637) foi um físico e químico italiano.